# Josef Vnenk
Josef Vnenk (1920 – 2002) byl český fotbalista.

## Fotbalová kariéra
V nejvyšší soutěži hrál za SK Slezská Ostrava od roku 1938 do roku 1949. Začínal jako útočník, dal 5 ligových gólů.

## Ligová bilance
| Ročník                                     | Zápasy | Góly | Klub                  |
| ------------------------------------------ | ------ | ---- | --------------------- |
| Státní liga 1938/1939                      | 7      | 3    | SK Slezská Ostrava    |
| Národní liga 1939/1940                     | 16     | 1    | SK Slezská Ostrava    |
| Národní liga 1943/1944                     | 20     | 0    | SK Slezská Ostrava    |
| Státní liga 1945/1946                      | -      | 1    | SK Slezská Ostrava    |
| Státní liga 1948                           | -      | 0    | SK Slezská Ostrava    |
| Celostátní československé mistrovství 1949 | 20     | 0    | Sokol Trojice Ostrava |
| CELKEM                                     | -      | 5    |                       |